# Антиэссенциализм
Антиэссенциализм — направление в эстетике, развивавшееся в пятидесятых и шестидесятых годах XX века в рамках англо-американской аналитической философии.
Основное положение антиэссенциализма говорит о невозможности создания удовлетворительной теории искусства. Главный тезис подкрепляется доводами из областей традиционной эстетики, аналитической философии и художественного авангарда. Антиэссенциалисты предлагают программу для преодоления кризиса в традиционной эстетике. Главный метод выхода из этого кризиса — сужение области познаваемого эстетикой и постановка более конкретных реалистических задач.
Эссенциалисты полагали главной задачей эстетики вскрытие абсолютной сущности искусства, единой природы всех его произведений. Антиэссенциалисты критикуют такой подход с точки зрения того, что под произведениями искусства могут подразумеваться отличные друг от друга и изменчивые сами по себе предметы. Следовательно, художественная критика не нуждается в опоре на критерии эстетики. Она должна выявлять ценность и оригинальность произведений искусства, каждое из которых уникально само по себе.

## Истоки направления
Работы, заложившие основы антиэссенциализма — это статья Поля Зиффа «Задача определения произведения искусства» и антология В. Элтона «Эстетика и язык». Идеи, представленные в антологии, нельзя назвать антиэссенциалистскими, однако они стали исходными пунктами этого направления. Главная проблема эстетики, сформулированная авторами антологии — ошибочные предпосылки, из которых выводятся ошибочные выводы. В этом и заключается причина поражения разных теорий искусства.
Поль Зифф утверждает, что дать исчерпывающее определение произведению искусства невозможно. Во-первых, нельзя пояснить, в чём заключается его суть, просто указав на одно из них в качестве примера. Во-вторых, нельзя выделить универсальную совокупность качеств, присущих произведению искусства, значит, невозможно и само универсальное понятие «произведение искусства». Однако можно создать схему способа понимания произведения искусства в отдельно взятых областях — в живописи, музыке, архитектуре и т. д. В-третьих, нельзя выделить постоянные функции искусства в обществе, так как общество меняется, а значит, взгляды на функции искусства в нём тоже нестабильны. Таким образом, каждое новое универсальное определение искусства является лишь одним из способов понимания термина.

## Программа антиэссенциализма
Подробная программа антиэссенциалистов представлена в работах «Роль теории в эстетике» Морриса Вейца, «Основывается ли традиционная эстетика на ошибке?» Вильяма Кенника и "Американская философия искусства. Основные концепции второй половины XX века — антиэссенциализм, перцептуализм, институционализм. Антология" Богдана Дземидока. Характеристика эстетических понятий в рамках антиэссенциализма опирается на концепцию семейных сходств и неопределяемости общих понятий Людвига Витгенштейна. В связи с этим, невозможно определить полный объем понятия «искусство», но можно приводить примеры произведений искусства. Они могут отличаться друг от друга, но между ними существует частичное сходство. Познавать искусство следует, узнавая и описывая произведения, которые обычно называют искусством. Попытки схватить их общую сущность в любом случае окажутся безуспешными, так как сущность искусства в его изменчивости. 

### Моррис Вейц – «Роль теории в эстетике»
Вейц критикует такие концепции искусства как формализм, интуитивизм, эмоционализм, органицизим и волюнтаризм. Авторы этих теорий считали существенным определить необходимые и достаточные признаки произведения искусства. Каждая теория претендует на точную дефиницию искусства и опровергает все остальные, поскольку они не учитывают некоторых существенных свойств. Вейц считает, что эти теории терпят поражение из-за того, что построены на неправильном понимании понятия «искусство». При этом затруднение в определении понятия искусства преодолеть невозможно в принципе. Искусство нельзя свести к выделению необходимых и достаточных свойств, потому что оно вообще их не имеет. Здесь Вейц указывает на открытую структуру понятия искусства, а это значит, что применение этого понятия может меняться при появлении новых условий. А их появление неизбежно, так как неизбежно будут возникать новые художественные формы и движения. Поэтому любая эстетическая теория логически невозможна. Не отрицая роль и значение теории искусства, Вейц утверждает, что исходный вопрос традиционной эстетики «Чем является искусство?» следует заменить вопросом «Понятием какого рода является искусство?». Таким образом, на первый план выдвигается проблема описания того, как понятие «искусство» фактически применяется и как оно функционирует в действительности.

### Вильям Кенник – «Основывается ли традиционная эстетика на ошибке?»
Кенник находит в традиционной эстетике две ошибки. Первая заключается в допущении общей природы во всех произведениях искусства. Поиск этой природы автор сравнивает с поиском линии на цветовом спектре, отделяющей красный цвет от оранжевого: даже при особенно тщательном исследовании этот поиск не приведёт к желаемому результату. Однако это не означает, что мы вообще не можем определять, что является предметом искусства. Невозможность дать определение понятию искусства не ведёт к невозможности распознавания его произведений.
Кроме этого Кенник развивает мысль, что определение понятия искусства не только невозможно, но и не нужно. Для того, чтобы выделить предмет искусства, достаточно просто знать язык, на котором идёт разговор о предмете. Знание языка подразумевает знание контекстов, в которых уместно применение терминов «искусство» и «произведение искусства», и только это даёт нам наиболее полное понимание искусства. Дефиниции же, напротив, только мешают выделять предметы искусства: мы можем распознавать сами предметы, однако существование дефиниции сбивает с толку, заставляя искать в предмете определённые черты, которых он может не иметь, при этом всё же оставаясь произведением искусства.
Вторая ошибка заключается в допущении того, что критика нуждается в теории искусства. Во многом она возникает из-за сведения эстетической оценки к оценке в других областях, например, морали. Произведения искусства оцениваются с помощью доводов, которые не обязательно должны быть тождественны. В этом нет нелогичности, так как эстетическая оценка имеет множество оснований. Автор считает, что в искусстве невозможны общие стандарты и критерии, применимые ко всем произведениям.

### Богдан Дземидок – "Американская философия искусства. Основные концепции второй половины XX века — антиэссенциализм, перцептуализм, институционализм. Антология" (из вступительной статьи)
Американскую философию искусства второй половины XX века можно рассматривать по нескольким причинам.
Во-первых, потому что, рассматривая важнейшие проблемы философской теории искусства, она одновременно анализирует существенные проблемы и других областей философии — методологии, эпистемологии и философии языка, онтологии и аксиологии.
Во-вторых, потому что, столкнувшись с проблемами, которые принес в искусство художественный неоавангард, американские теоретики предприняли довольно смелые, хотя и не всегда удачные попытки разрешения этих проблем. В этом — несомненное достоинство их исследований, поскольку академическая философия искусства очень осторожно и неохотно затрагивает проблематику новейшего искусства. Известно, что наиболее неординарные и спорные художественные решения находят свое отражение в современной музыке и изобразительном искусстве, и потому, с определенного времени, Европа перестает играть ведущую роль в этом отношении. Столицей художественного и музыкального неоавангарда становится Нью-Йорк. Все более значительное положение начинает занимать Нью-Йорк также и в области театрального авангарда. Этот факт нашел свое выражение в американской философии искусства и повлиял на актуальность разрабатываемой ею проблематики.